# Suno Duræus
Suno Duræus, född 10 juli 1595 i Kristdala församling, död 27 mars 1652 i Vinnerstads församling, Östergötlands län, var en svensk präst.

## Biografi
Suno Duræus var son till kyrkoherden Nicolaus Christophori och Ingrid Jonsdotter i Kristdala församling. Duræus blev 1619 student vid Uppsala universitet. År 1620 blev han skolmästare i Vimmerby stad. Duræus prästvigdes 2 augusti 1622 till komminister i Västrums församling i Gladhammars pastorat. I oktober 1626 blev han åter igen student vid Uppsala universitet. 13 mars 1632 blev han magister. Duræus blev 1633 krigspräst och 1634 fältprost. Han blev 1639 kyrkoherde i Vinnerstads församling och utnämndes 1652 till kyrkoherde i Kuddby församling, en tjänst som han aldrig hann tillträda. Duræus deltog i riksdagen 1643 i Stockholm.

### Familj
Duræus gifte sig 1636 med Brita Bruzæus (död 1651). Hon var dotter till kyrkoherden Andreas Helsingius i Hagebyhöga församling och Brita Nilsdotter. De fick tillsammans barnen Anna Duræus (1637–1690), som var gift med kyrkoherden Petrus Hulthenius i Vinnerstads församling, Dorothea Duræus (född 1638), studenten Nils Duræus (1639–1666) vid Uppsala universitet, kyrkoherden Ericus Duræus (1641–1717) i Kuddby församling, Brita Duræus (1645–1645), Brita Duræus (1646–1711), som var gift med kyrkoherden Magnus Haquini i Drothems församling, och Margareta Duræus (född 1649).